# Ballade i Nyhavn
Ballade i Nyhavn er en dansk film fra 1942, med manuskript af Arvid Müller og instruktion af Johan Jacobsen.

## Medvirkende
- Victor Montell
- Svend Bille
- Gunnar Lauring
- Beatrice Bonnesen
- Gull-Maj Norin
- Edvin Tiemroth
- Christian Arhoff
- Knud Heglund
- Schiøler Linck
- Carl Fischer
- Else Petersen